# Certain Affinity
Certain Affinity es una empresa desarrolladora de videojuegos estadounidense, con sede en Austin, Texas. Fue fundada en 2006 por Max Hoberman y un pequeño número de exempleados de la empresa Bungie.

## Historia
Su creación fue anunciada en diciembre de 2006. El estudio fue fundado por el exempleado de la compañía Bungie Max Hoberman. Aparte de extrabajadores de dicha compañía, también hay exmiembros de Microsoft, Ubisoft Red Storm, Origin, Electronic Arts, Digital Anvil, NCsoft, y la difunta Midway Austin.
El estudio comenzó creando dos niveles adicionales multijugador para Xbox de Halo 2. Estos mapas, llamados "Tombstone" y "Desolation" fueron los últimos mapas de Halo 2, que a su vez fueron "remakes" del Halo original, llamados "Hang 'Em High" y "Derelict". Estuvieron disponibles para Halo 2 en Xbox Live a partir del 17 de abril de 2007. Certain Affinity ha trabajado estrechamente con miembros de Bungie y Microsoft Game Studios durante el desarrollo de esos dos mapas, y de la mayor parte de sus juegos posteriormente.

## Videojuegos
| Título                            | Información adicional           | Año  | Plataforma                                                                 |
| --------------------------------- | ------------------------------- | ---- | -------------------------------------------------------------------------- |
| Halo 2                            | DLC multijugador                | 2007 | Microsoft Windows, Xbox 360                                                |
| Age of Booty                      |                                 | 2008 | Microsoft Windows, PlayStation Network, Xbox Live Arcade                   |
| Call of Duty: World at War        | DLC multijugador                | 2008 | Microsoft Windows, PlayStation 3, Wii, Xbox 360                            |
| Left 4 Dead                       | Desarrollo asistido             | 2008 | Xbox 360                                                                   |
| Halo Waypoint                     | Desarrollado con 343 Industries | 2009 | Xbox 360                                                                   |
| Call of Duty: Black Ops           | DLC multijugador                | 2010 | Microsoft Windows, PlayStation 3, Xbox 360                                 |
| Halo Reach                        | DLC multijugador                | 2011 | Xbox 360                                                                   |
| Crimson Alliance                  |                                 | 2011 | Xbox Live Arcade                                                           |
| Halo: Combat Evolved Anniversary  | Desarrollado con 343 Industries | 2011 | Xbox 360                                                                   |
| Halo 4                            | Desarrollado con 343 Industries | 2012 | Xbox 360                                                                   |
| Call of Duty: Ghosts              | DLC multijugador                | 2013 | Microsoft Windows, PlayStation 3, PlayStation 4, Wii U, Xbox 360, Xbox One |
| Halo: The Master Chief Collection | Multijugador                    | 2014 | Xbox One                                                                   |
| DOOM                              | Multijugador (Colaboración)     | 2016 | Microsoft Windows, PlayStation 4, Xbox One, Nintendo Switch                |